# 林多尔富科卢尔
林多尔富科卢尔是巴西南大河州的一个市镇。总面积33.055平方公里，总人口5303人，人口密度160.4人/平方公里。